# كولن غاردنر
كولن غاردنر (بالإنجليزية: Colin Gardner)‏ هو حكم كرة قدم ولاعب كرة قدم بريطاني، ولد في 1940، وتوفي في 3 يوليو 2010.